# Lúcio Vipstano Publícola
Lúcio Vipstano Publícola Messala (em latim: Lucius Vipstanus Poplicola Messalla) foi um senador romano eleito cônsul em 48 com Aulo Vitélio, o futuro imperador. Baseado nos elementos de seu cognome, "Publícola Messala", o historiador Ronald Syme sugeriu que Vipstano Publícola seria filho de Lúcio Vipstano Galo, pretor em 17, e uma suposta Valéria Messala, neta de Marco Valério Messala Corvino. Se esta tese for correta, ele seria irmão de Messala Vipstano Galo, cônsul sufecto na segunda metade de 48. Mas é possível também que ele seja filho de Marco Vipstano Galo, cônsul sufecto em 18.

## Carreira
No ano de seu consulado, Vipstano Publícola foi sucedido pelo cônsul sufecto Caio Vipstano Messala Galo, que Settipani sugere que seria seu irmão. Dois anos antes, em 46, ele teria sido legado com seu irmão em Teano Sidicino. Publícola foi encarregado pelo Senado Romano de oferecer o título de "pater patriae" ao imperador, mas Cláudio rejeitou a bajulação. 
Entre 58 e 59, foi nomeado procônsul da Ásia.

## Família
Segundo Syme, Caio Valério Publícola, admitido no colégio de pontífices em 63, era seu filho, mas ele desapareceu das fontes depois disto, provavelmente por ter falecido antes da idade mínima para o consulado.